# مردم بختیاری
مردم بختیاری یا لربختیاری یا ایل بختیاری یکی از ایلات قوم لر ساکن در جنوب غرب ایران است. که در استان‌های خوزستان، چهارمحال و بختیاری، اصفهان، لرستان به‌طور گسترده‌ای زندگی می‌کنند. در گذشته، تمام محل زندگی بختیاری‌ها به عنوان سرزمین بختیاری یا ناحیه بختیاری و کوه‌های بختیاری شناخته می‌شد. بختیاری‌ها به زبان لری با گویش لری بختیاری صحبت می‌کنند. ایل بختیاری از دو شاخه چهارلَنگ و هفت‌لَنگ تشکیل شده است، که چهارلنگ خود به ۵ باب و هفت‌لنگ به ۴ باب تقسیم می‌گردد و هر باب نیز از چندین طایفه تشکیل می‌شود. این تقسیمات که نمودار سازمانی ایل بختیاری خوانده می‌شود، به قرن شانزدهم میلادی بازمی‌گردد و بر مبنای نظام خاص طبقاتی و مالیاتی طوایف بختیاری سازمان یافته است.
اسکارفن نیدرمایر در کتاب آفتاب سوزان می‌نویسد.
بختیاری‌ها ایلی لر هستند که مرکز ایران از کرمان تا کرمانشاه را زیر سلطه دارند و در این حال تنها عشیره ایرانی هستند که مفهوم وطن با مراتعشان فرق دارد و یکی نیست در خدمات حکومتی قابل قیاس با ایلات دیگر نیستند و دارای جسارت و دلیری غیرقابل انکاری هستند به نظم و ترتیب پایبندند روسای آنها را می‌توان در شمار باسوادترین کارآمدترین روسای ایلات به‌شمار آورد.

## جمعیت
در کتاب بختیاریکا جمعیت بختیاری‌های تک زبانه را ۲ میلیون تخمین زده شده است و جمعیت بختیاری‌های دو زبانه به علاوه آنهایی که زبان مادری خودش را فراموش کرده‌اند را نزدیک ۲ میلیون نفر تخمین زده است.برخی منابع دیگر جمعیت ایل بختیاری را حدوداً ۴ میلیون نفر (بدون تاریخ) تخمین می‌زنند.

## پراکندگی
لرهای بختیاری، به‌طورعمده در میانه زاگرس در استان‌های اصفهان، لرستان، خوزستان و چهارمحال‌وبختیاری زندگی می‌کنند. لربختیاری‌ها ۸۷ درصد از جمعیت چهارمحال و بختیاری و طبق برآوردهای سال ۱۳۹۵ حدود ۲۰ درصد جمعیت استان اصفهان را تشکیل می‌دهند و به همراه اعراب یکی از دو قوم اصلی بزرگ در استان خوزستان می‌باشند.
| قومیت         | استان              | شهرستان‌های محل سکونت |
| ------------- | ------------------ | --- |
| لرهای بختیاری | خوزستان            | دزفول، شوشتر مسجدسلیمان، لالی، اندیکا، هفتگل، ایذه، باغملک، رامهرمز، اهواز، هندیجان آبادان، دژپارت، هفتکل. لالی، صیدون، امیدیه، آغاجاری، بهبهان، ماهشهر، شوش، اندیمشک |
| لرهای بختیاری | چهارمحال و بختیاری | تمام استان به جز سامان |
| لرهای بختیاری | لرستان             | دورود، الیگودرز، ازنا |
| لرهای بختیاری | مرکزی              | خمین، شازند |
| لرهای بختیاری | اصفهان             | شاهین شهر، فریدن؛ اصفهان، فولادشهر، سپاهان شهر؛ فریدونشهر، نجف آباد، چادگان، بویین میاندشت، زرین شهر، خمینی شهر؛ بهارستان                                             |
| لرهای بختیاری | بوشهر              | جم، عسلویه |
| لرهای بختیاری | زنجان              | دهستان درسجین |

### بختیاری‌های اصفهان
لرهای بختیاری از دیرباز در استان اصفهان ساکن بوده‌اند. بر اساس برآوردهای رسمی در سال ۱۳۸۹ بختیاری‌ها حدود ۸ درصد جمعیت اصفهان را تشکیل می‌دادند بر اساس رشد مهاجرت بالا از خوزستان و چهارمحال و بختیاری مسئولان اصفهان جمعیت بختیاری‌های اصفهان به جز باقی لرها را بیشتر ۲۰٪ تخمین می‌زنند که بیشتر در شهرهای شاهین شهر؛ فولادشهر، اصفهان و بهارستان ساکن هستند. به عنوان مثال، در دورهٔ آماری ۱۳۸۵–۱۳۹۰، ۵۶٫۶ درصد مهاجرانی که استان چهارمحال و بختیاری را ترک کرده‌اند، مقصدشان استان اصفهان بوده است.

## ایل‌های بختیاری

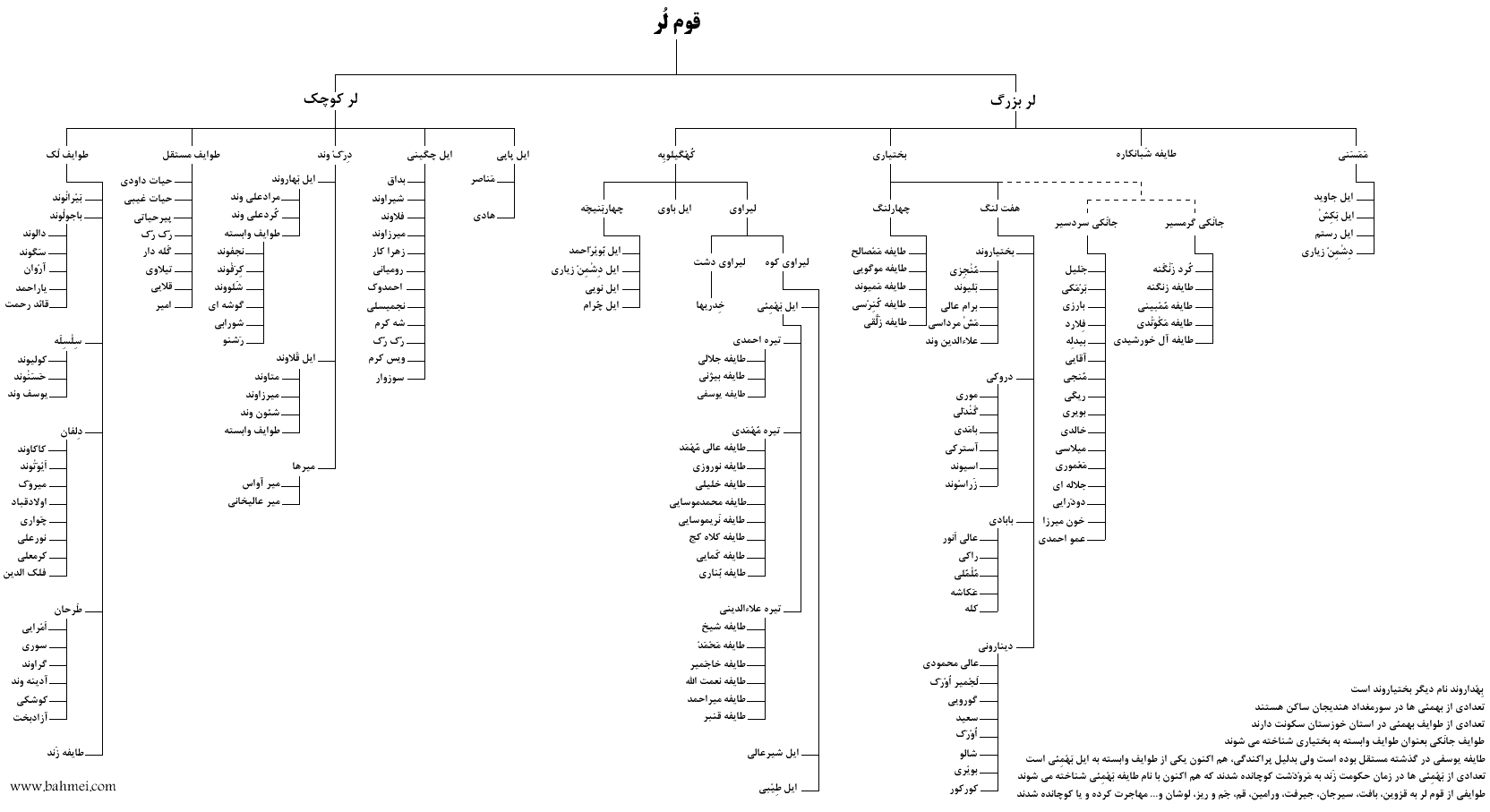
جایگاه مردم بختیاری، در دسته بندی قوم بزرگ لُر

### هفت لنگ
1. بختیاروند (بهداروند)
2. دینارانی
3. بابادی
4. دورکی

### چهارلنگ
1. میوند (ممی‌وند)
2. کیان ارثی
3. موگویی
4. زلکی (زلقی)
5. ممصالح

تمام مردم بختیاری ، از این ۹ باب می‌باشند، و یا اصالتشان به آنها باز می‌گردد.

## پیشینه

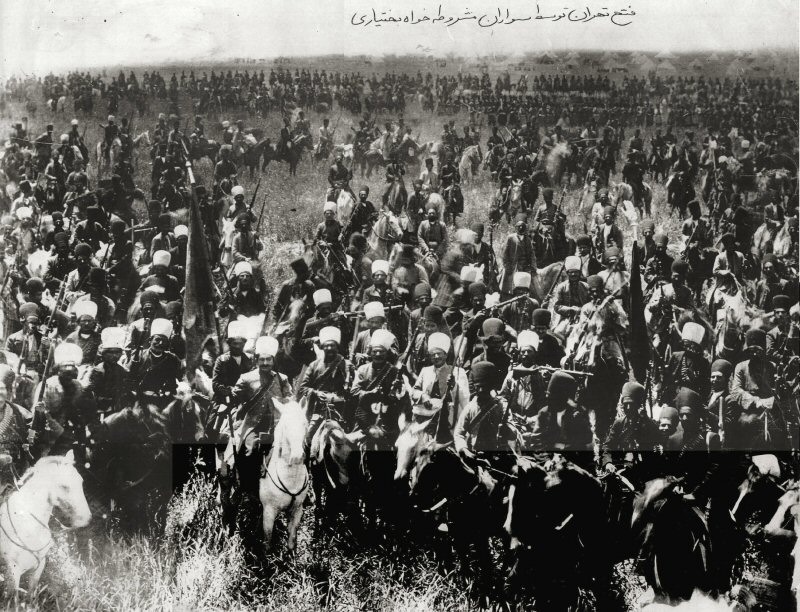
سواران مشروطه خواه بختیاری

### شواهد تاریخی
سرزمین کنونی بختیاری هزاران سال است که سکونت‌گاه گروه‌های «مختلف» انسانی می‌باشد. شواهد گوناگون نشان می‌دهد که سرزمین باستانی بختیاری‌ها ده هزار سال پیش، مسکونی بوده است. منابع و امکانات طبیعی از قبیلِ آب، جنگل، مراتع، بارندگی مناسب، آبگیرهای فراوان و درّه‌های مستعد برای کشاورزی، این سرزمین را به یکی از بهترین زیستگاه‌ها و محل تجمع و سکونت گروه‌های انسانی در گذشته تبدیل نموده بود. افزون بر این امکانات، در بلندی‌های زاگرس و دامنه‌های آن، محیط مناسبی برای رویش نباتات علوفه‌ای و گونه‌های مختلف حیوانات فراهم کرده بود.

### شواهد باستان‌شناسی
کاوش‌های باستان‌شناسی نشان می‌دهد که قدمتِ سکونتِ انسان در این منطقه به چهل هزار سال می‌رسد. بازمانده‌های فرهنگیِ دورانِ پارینه سنگی، میان سنگی، نوسنگی و شهرنشینی در این ناحیه به چشم می‌خورد. سرزمین بختیاری، از جمله محدود سرزمین‌هایی است که انسان برای نخستین بار به اهلی کردنِ حیوانات و نباتات پرداخته یا به دیگر سخن، زندگی ده نشینی و کشاورزی را که لازمهٔ پیدایش تمدن می‌باشد، آغاز نموده است.
در کتاب خلاصه تاریخ هنر آمده است:
از دوره پارینه سنگی ایران در کاوش غاری در تنگ پبده (کوه‌های بختیاری در شمال شرق لالی)، ابزارها و سلاح‌هایی از سنگ ناصاف (چکش، پیکان، تیغه و تبرسنگی) و در نواحی همیان، میرملاس و دوشه از توابع لرستان تصاویر جانوران و آدمیان منقوش بر صخره‌های قائم به رنگ‌های سیاه و زرد و سرخ یافت شده است که قدمتشان به حدود ۱۵ هزار سال قبل از میلاد مسیح می‌رسد. صاحبانِ این آثار از راه شکار دسته جمعی و صید ماهی و گردآوری ریشه و بَرِ گیاهان، غذای خود را به‌دست می‌آورده‌اند.

### پیدایش کشاورزی
انسان شناسان معتقدند که انقلاب بزرگ نوسنگی یا پیدایش کشاورزی و تولید خوراک در نواحی شمال خلیج فارس تا سوریه اتفاق افتاده است که به هلال حاصلخیز شهرت دارد. کشت نباتات و غلات از این ناحیه آغاز گردید. تپه ماهورها و دامنه‌های شمال و شمال شرق خوزستان که محل کوچ بختیاری‌ها در زمستان (قشلاق) می‌باشد با ارتفاع نسبی ۳۰۰ تا ۱٫۵۰۰ متر از سطح دریا و متوسط بارندگی ۳۰۰ تا ۵۰۰ میلی‌متر بر مترمربع در سال، شرایط مساعدی برای رویش نباتات و کشت غلات فراهم ساخته است که در محدوده هلال حاصلخیز قرار دارد. همچنین در شهرستان جم واقع در استان بوشهر بختیاری‌ها به کشاورزی و دامپروری مشغول بودند.
همچنین برخی از حیوانات، به ویژه بز برای نخستین بار، در کوه‌های بختیاری اهلی گردید. هنری تی رایت باستان‌شناس آمریکایی در سال‌های ۱۹۷۵ و ۱۹۷۶ میلادی در شمال شرقی خوزستان در دشت ایذه و دشتگل به مطالعات باستان‌شناسی مبادرت نمود و از حیات مستمر و فعال گروه‌های انسانی در ۶ تا ۷ هزار سال پیش از میلاد، در این مناطق گزارش داد.

### هزاره پنجم تا سوم پیش از میلاد
در هزاره پنجم تا سوم پیش از میلاد در دوره مس و عصر سنگ، شاهد ظهور قوم عیلام هستیم که از کوه‌ها به دشت سرازیر شده و تمدّن تکامل یافته‌ای را تأسیس نمودند. اصالت لرها ممکن است به عیلامیان و کاسیت‌ها برسد.
حدود چهارهزار سال پیش از میلاد در سرزمینی که شامل خوزستان، لرستان، پشتکوه (ایلام) و زردکوه است، حکومت عیلام رشد و تکامل یافت.  مردم عیلام، دولت خود را اَنشان یا آنزان می‌خواندند و ظاهراً به زبان آنزانی تکلم می‌کردند.
بیشترین آثار برجای مانده از دوره عیلامی، در محدوده شهرستان ایذه قرار دارد که شامل چندین کتیبه به خط میخی و صدها نقش برجسته بر روی سنگ‌ها، صخره‌ها و کوه‌ها می‌شود و به همین علت باستان شناسان، این منطقه را سرزمین سنگ نگاره‌ها نام نهاده‌اند.

### عصر آهن
مصنوعات فلزی فراوانی مربوط به عصر آهن شامل: انواع سلاح‌ها، پیکره‌های کوچک اندام آدمی، ابزارهای مخصوص اسب، سنجاق‌ها و ده‌ها ابزار و وسیلهٔ دیگر در بخش‌هایی از لرستان و خوزستان کشف شده است که از زندگی گروه‌های بسیاری از انسان‌ها حکایت دارد.

### هزاره دوم پیش از میلاد
در هزاره دوم پیش از میلاد، اگوم حکومت کاسیان را در بخش علیای سرچشمه‌های کارون، در کوه‌های بختیاری، تأسیس نمود. سناخریب شاه آشور در نبرد با عیلام به قومی باستانی بنام بروختیاری (بختیاری) در شمال عیلام اشاره می‌کند واژه بوکتی در متون سنگ نگاره ایذه آمده که صورتی تغییر یافته از بخدی یا بختیاری است.
آداب، رسوم و سنن فراوانی، پیوستگی بختیاری‌ها را، با پارسیان روایت می‌کند. تا جایی که برخی از منابع عقیده دارند که لرها و بختیاری‌ها بازماندگان قبیله‌های مارافیان و ماسپیان پارسی هستند که نخستین قبیله‌هایی بودند که به کوروش پیوستند. شاید هم، که در کوهستان‌های زاگرس و درون غارها زندگی می‌کردند.
با به قدرت رسیدن کورش بزرگ در پارسوماش و انشان، از خوزستان تا استان فارس کنونی، پارس نامیده شد و در دوره اشکانیان به الیمایید تغییر کرد. نام این منطقه در زمان ساسانیان دوباره به پارسه تغییر یافت و پس از زوال ساسانیان، در سده‌های نخستین اسلام، مورخ‌های تازی، همه‌ی زاگرسنشینان را کرد نامیدند و منطقه آن‌ها را جبال خواندند. از سال سیصد هجری قمری به بعد، به لر بزرگ مشهور شدند و از زمان صفویه به بعد نیز، کهگیلویه و بویراحمد، از آن جدا شد و مانده آن به نام بختیاری در جغرافیای ایران نمایان گردید.در کوروش نامه گزنفون از قومی یاد شده بنام بختیرا یا بختری در حوالی شوش تا ایلام که کوروش هنگام لشکرکشی به بابل با آنها برخورد کرده و بختیرا تغییر یافته نام بختیاری است.در جنگ اربیل، دارا (داریوش) پس از جنگ ایسود که با اسکندر کرد، تدارک لشکر تازه‌ای را می‌دهد و از این طوایف نام برده: ایرانها، مدیها، 《بختیاری‌ها》، آسوریها، هندی‌هاو… آمده است.

## تبارشناسی
روایت‌های متفاوتی در مورد خاستگاه قومی لرهای بختیاری وجود دارد ولی همه پژوهشگران و مورخان بختیاریها را لُر دانسته‌اند هوسه معتقد است که بختیاریها از طایفه «اوکسین» هستند که اسکندر در ۳۳۰ق‌م در خوزستان (ایذه) با آنها جنگیده است‌ این گفته را نیز غلام حسین افضل الملک تأیید می‌کند. همچنین در این باره سردار اسعد بختیاری می‌نویسد اوجین‌ها (اوکسین‌ها) که در کوهستان‌های بین شوش و فارس می‌زیستند، امروزه به بختیاری معروفند. گروهی دیگر نسب آن‌ها را به ساکنان پارس (قوم مارد)رسانده‌اند. حمداله مستوفی در کتاب نزهت القلوب به تاریخ ۷۴۰ ه‍.ق با برشمردن ایالت‌های مختلف ایران بزرگ در آن زمان و مشخص کردن حدود، مشخصات، تعداد نفوس و مساحت آن‌ها از جمله عجم و عرب و فارس و آذربایجان و خراسان، ولایات مانرود (لر کوچک) و لر بزرگ را مشخص و جدا از کرد طبقه‌بندی کرده است. بر اساس مطالعات ژنتیکی صورت گرفته بختیاری‌ها در بین اقوام ایرانی‌تبار موجود در ایران بیشترین شباهت ژنتیکی را با سایر لرها دارند. بر اساس بعضی از گفته‌ها آن‌ها از نوادگان عزالدوله بختیار سر سلسله ملوک آل بویه هستند؛ طرفداران این نظر معتقدند ممکن است گروهی از نوادگان عزالدوله بختیار در زمان حکومت آل بویه در منطقه امروزی بختیاری‌ها ساکن شده باشند خود بختیاری‌ها معتقدند کلمه بختیاری مشتق از کلمه بختیاروند است. بختیاروند ظاهراً همین بهداروند (یکی از طوایف بزرگ بختیاری فعلی) امروزی است.
خسرو معتضد معتقد است، بختیاری‌ها از اصیل‌ترین اقوام ایران بوده‌اند. چنانچه در اطلاعات آن چنین آورده شده که پارسی‌ها با عیلامی‌ها (هلتمتی‌ها) درآمیختند و نژاد واحدی به وجود آوردند که بعدها در دوره‌های هخامنشی و ساسانی هسی یا اوکسی یا خوزی یا هوزی نامیده شدند و در سده ۶ هجری قمری به نام لر بزرگ و در اوایل دوره صفویه، بختیاری خوانده شدند. مورخان یونانی گفته‌اند که در ناحیه شرقی شهر کنونی اهواز، مردمانی به نام اوکسی ساکن بوده‌اند. این واژه، یونانی شده «اوژ» است. هسی یا خوزی یا هوزی، که نام خوزستان از آن گرفته شده، همان اوکسی‌ها هستند که در معبر پارس یا تنگ تکاب بهبهان را بر قشون اسکندر مقدونی بستند و تلفاتی بر سپاه او وارد ساختند. طوایف پارسی در سده‌های ۶و۷ قبل از میلاد (۲۷۰۰ سال پیش) در دامنه‌های ارتفاعات بختیاری در شرق شوشتر و در دو سوی رود کارون مستقر شدند. پس از اینکه پارس‌ها بر خوزستان دست یافتند، کاسی‌ها (اقوام ساکن ایران از هزاره سوم قبل از میلاد) در اثر اختلاط و آمیزش در آن‌ها مستهلک شدند و در نتیجه، نژاد واحدی به وجود آمد که بعدها مبانی و ریشه‌های مردم بختیاری را به وجود آورد. تیره‌هایی از این قوم بودند که در تمام جنگ‌ها در رکاب شاهان هخامنشی دیده می‌شدند. کاسی‌ها و خوزی‌ها در پیشاپیش سپاه جاوید خشایارشا در نبرد ترموپیل و آتن شرکت داشتند. حتی در نقش برجسته‌های الیمایی تصاویری دیده می‌شود که بی‌شباهت با لباس‌های محلی بختیاری نیست یا مجسمه مرد شمی (۵۰ق. م) که از بخش شمی شهرستان ایذه پیدا شده، خود گواه این ادعاست.

## نام‌شناسیِ بختیاری
خسرو خان سردار ظفر معتقد است، که بختیاری‌ها در زمان صفویه (۱۳۷۲–۱۵۰۱ میلادی) به این نام شهرت جسته‌اند.
حمدلله مستوفی در شمارش تبارهای لر بزرگ از بختیاری‌ها نام برده است. تباری که پس از نیرومند شدن آوازه بیشتری یافت و سرانجام به بیشتر سرزمین‌هایی که امروزه محل سکونت لر بزرگ است، چیره شد. حمدلله مستوفی بختیاری‌ها را از تبارهای بزرگ ایران می‌داند، که به لر بزرگ نیز شناخته شده‌اند. حمدالله مستوفی اشاره به طوایف کرد از مناطق جبل السماق به مناطق لر بزرگ می‌کند. براساس نظر مینورسکی، شرق‌شناس مشهور، به احتمال زیاد، این طایفه‌ها همان طوایف لری بوده‌اند که شهاب الدین العمری به آن‌ها اشاره کرده است. به گفته شهاب الدین العمری طوایفی از لرها در سوریه و مصر زندگی می‌کردند، اما صلاح الدین ایوبی از چالاکی و زبردستی آن‌ها در بالا رفتن از صخره‌های سرسخت به وحشت افتاد و دستور قتل‌عام آن‌ها را صادر کرد. این روایت شاید علل برگشت این طوایف لر را به لرستان تا حدی روشن کند. سکندر امان الهی نیز ضمن تأیید نظر مینورسکی دلایل دیگری را نیز برای اشتباه بودن گفته حمدالله مستوفی ذکر کرده است. به گفته او زمان مهاجرتی که حمدالله مستوفی ذکر کرده با تاریخی که شهاب الدین العمری برای قتل‌عام لرها در سوریه و مصر آورده یکی است و طوایف مهاجر از سوریه به احتمال زیاد همان لرهایی هستند که صلاح الدین ایوبی آنان را وادار به برگشت به لر بزرگ کرد.
تقسیم‌بندی مردم لر به لر بزرگ و کوچک، به زمان حکومت هزاراسپیان در منطقه لرستان بازمی‌گردد. نام لر کوچک نیز به مردمان استان لرستان و ایلام امروزی داده شده بود.
رومن گیرشمن باستان‌شناس سرشناس فرانسوی می‌نویسد: 
من جای جای این سرزمین پا نگذاشته‌ام، مگر اینکه عیلامی را یافته‌ام.
حسین پژمان بختیاری، شاعر معاصر می‌نویسد:
کلمه بختیاری، به تنهایی، خوشبخت معنی می‌دهد و شاید هم بعضی از رؤسای طوایف به این نام شهرت داشته‌اند، که احتمالاً بعدها تمام افراد ایل به این نام شناخته شده‌اند.

## مردم‌شناسی
بختیاری‌ها یکی از قوم‌های ایرانی ساکن غرب و جنوب غرب ایران به‌شمار می‌آیند، که با عنوان «ایل بختیاری» شناخته می شوند. بختیاری‌ها بطورعمده به گویش بختیاری، که یکی از گویش‌های زبان لری است، سخن می‌گویند. دانشنامه ایرانیکا و دانشنامه جهان اسلام سکونتگاه این ایل را از فریدن در غرب استان اصفهان تا شمال، شرق و مرکز استان خوزستان معرفی می‌کنند.

## سکونتگاه

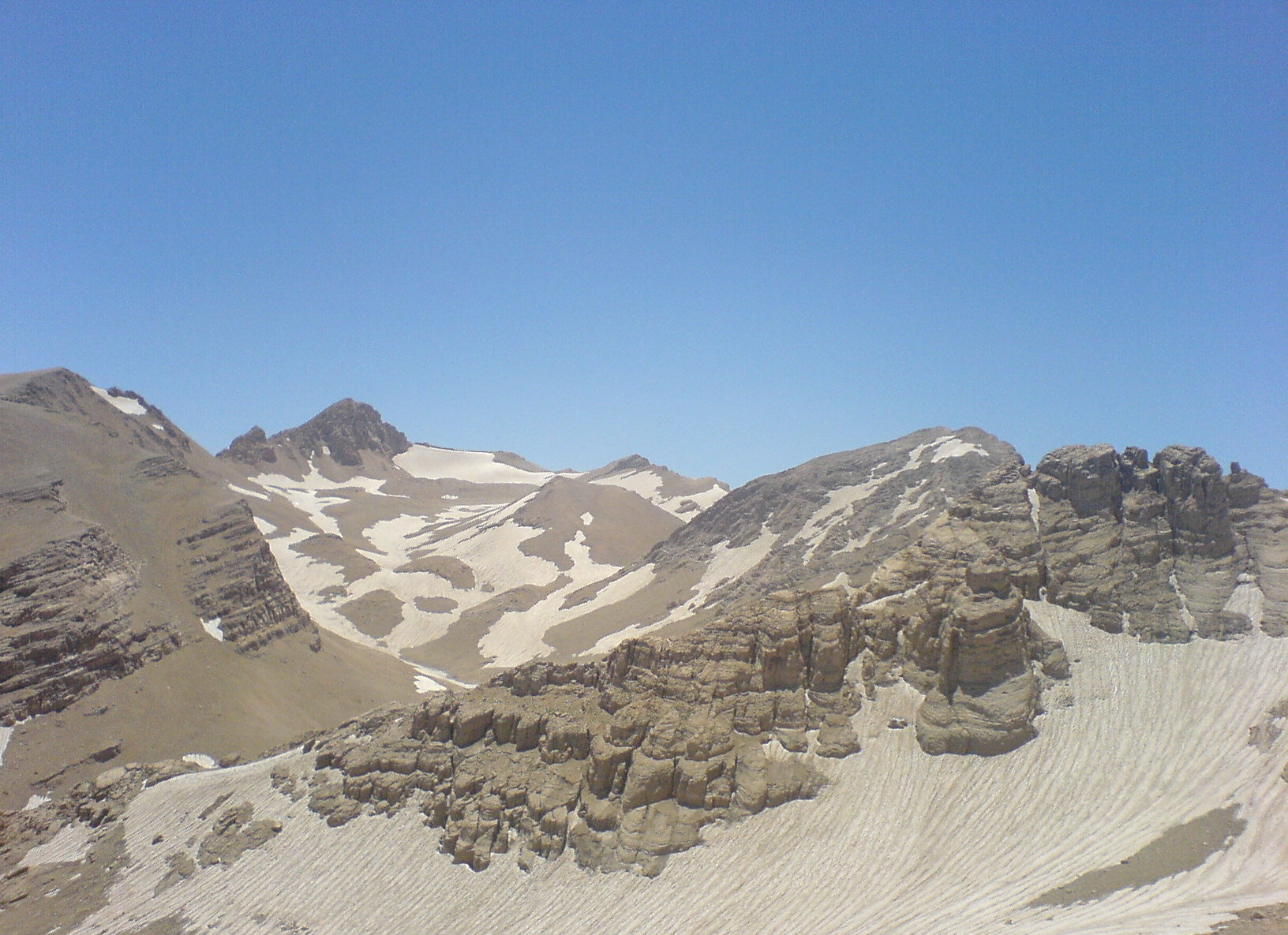
زردکوه

بختیاری‌ها در چهارمحال و بختیاری، شرق و شمال خوزستان، غرب اصفهان و شرق و جنوب لرستان ساکن هستند.
چهارمحال و بختیاری شامل: چهار محلِ لار، کیار، میزدج، گندمان به‌علاوهٔ سرزمین‌های بختیاری می‌باشد و از این رو به آن چهار محال و بختیاری گفته‌اند.
سرزمین‌های بختیاری از شهر دورود در استان لرستان و از طرفی دیگر از شهرستان امیدیه در استان خوزستان تا شهر داران در استان اصفهان را در بر می‌گیرد.
این سرزمین‌ها به دو بخش گرمسیر و سردسیر تقسیم می‌شود.
- بخش سردسیری:
- استان لرستان: شهرهای ازنا، الیگودرز و دورود.
- استان چهارمحال و بختیاری:تمام استان
- استان اصفهان:شهرهای بوئین میاندشت، داران، دامنه، فریدونشهر، فریدن، گلپایگان، خوانسار،
- استان مرکزی:شهر خمین
- بخش گرمسیری:
- استان خوزستان:شهرهای، رامهرمز، مسجدسلیمان دزفول، گتوند، شوشتر، اندیمشک، هفتکل، اندیکا، لالی، اهواز، باغ ملک، ایذه، دزپارت، بهبهان

## تقسیمات لرستان
سکونتگاه بختیاری‌ها پیش از صفویان، لرستان خوانده می‌شد اما پس از آن سکونتگاه این ایل، به نام سرزمین بختیاری نامگذاری شد.

## گویش لری بختیاری
گویش بختیاری یا گویش لری بختیاری، گویش مردم بختیاری است. گویش بختیاری از جمله گویش‌های جنوب غربی ایران و یکی از شاخه‌های زبان لری به‌شمار می‌رود. این گویش تفاوت‌های اندکی با سایر شاخه‌های زبان لری از جمله لری خرم‌آبادی و لری بویراحمدی دارد.
گویش‌های لری دارای تفاوت‌هایی کوچک هستند. دانشنامه ایرانیکا زبان لری را به دو دسته کلی لری شمالی و لری جنوبی تقسیم کرده است. از سوی دیگر فهرست لینگوییست لری را به سه دسته شمالی، بختیاری و جنوبی دسته‌بندی کرده است. بنابراین می‌توان لری را به سه دسته زیر تقسیم کرد که خود شامل گویش‌های مختلف است.
- لری شمالی
- لری بختیاری
- لری جنوبی

## سازمان اجتماعی
یکی از ویژگی‌های سازمان اجتماعی ایل بختیاری، وجود واحدهای متعددِ اجتماعی و در هم تنیده در داخل ایل است که درجه بسیار بالایی از گروه‌بندی عمودی، در سطوح مختلف در آن جلوه‌گر است. ساختارِ اجتماعی از یک سیاه چادر آغاز گشته و تا ایل ادامه می‌یابد.

### سیاه چادر
هر چادر مأوای یک خانوادهٔ بختیاری است که به آن مال نیز می‌گویند.

### اولاد
هر اولاد مشتمل بر سه تا دوازده سیاه چادر یا بیشتر است که خانوادهٔ گسترده‌ای است و اردو نیز خوانده می‌شود.

### تَش
مجموع چند اولاد، تش نامیده می‌شود. سرپرستیِ هر تش را فرد کاردان و فعالی از همان تَش به‌عهده دارد که به ریش‌سفید مشهور است.

### تیره
درطوایفِ مختلف بختیاری هر تیره به چند تش تقسیم می‌گردد. در کوچ‌ها، اردوهایی که با هم خویشاوندند به صورتِ واحدهای کوچنده (تیره) -که جمعیت هر کدام به چند صد نفر بالغ می‌شود- گرد هم می‌آیند، بنابراین مجموع چند تش، که همگی با هم خویشاوند هستند را یک تیره می‌نامند.

### طایفه
از ترکیبِ تیره‌ها، طایفه به وجود می‌آید که پرجمعیت‌ترین آن‌ها عبارتند از: بابادی، اورک، زلقی، گندلی، شهنی، بهداروند، ممی‌وند، زراسوند و….

### باب
باب یا بلوک، نتیجهٔ ترکیبِ چند طایفه است. (مانند: ممی‌وند، زلقی، دورکی) ولی هیچ نسبت خویشاوندیی بین طوایف یک باب وجود ندارد و به مجموع چند طایفه که از نظر جغرافیایی نزدیک به هم زندگی کرده‌اند، باب گفته می‌شود.

### شاخه
چند باب با هم یک شاخه می‌سازند. ایلِ بختیاری در کل دو شاخهٔ اصلی دارد که چهارلنگ و هفت‌لنگ نامیده می شوند.

### چهارلنگ و هفت لنگ
هفت لنگ و چهارلنگ دو شاخه مهم مردم بختیاری‌اند. هر چند که این دو شاخهٔ ایل بختیاری از نظر فرهنگی، تفاوت چندانی با هم ندارند، اما پراکندگی محل سکونت، باعث ایجاد تفاوتِ نه چندان زیادی، در گویش و لهجه آن‌ها شده است، که در مجموع هر دو شاخه، به گویش بختیاری سخن می‌گویند.
چهارلنگ بختیاری از پنج باب تشکیل شده است و شاخه هفت لنگ شامل چهار باب می‌باشد.

### ایل
هر یک از این باب‌ها یا بلوک‌ها به یکی از دو شاخه ایل بختیاری، یعنی هفت‌لنگ و چهارلنگ تعلق دارند.
این قبیل واحدهای اجتماعی، محیط‌هایی هستند که همبستگی واقعی -نه تنها در حالات نزاع با گروه‌های دیگر- بلکه در امور روزمره کار تولیدی نیز، در داخل آن‌ها برقرار است. گله داری، کاشت و برداشت محصول را اعضای هم‌نیای هر اردو یا طی کوچ، اعضای هم‌نیای تیره مشترکاً انجام می‌دهند. در این سطح، خانواده‌های به‌هم پیوسته، به‌واقع در حکم گروه‌های صنفی‌اند.

## سازمان سیاسی
ساختار قدرت سیاسی از ویژگی‌های دیگر سازمان ایلی بختیاری‌هاست. این ساختار، نمودار چنان درجه‌ای از تمرکز سلسله مراتب است، که معمولاً در نظام‌های مبتنی بر خویشاوندی، بعید انگاشته می‌شود. تا دهه ۱۳۳۰–۱۳۴۰ ش قدرت در دست «ایلخانی» (بالاترین مقام ایل) و «ایل بیگی» (دستیار او) متمرکز بود و سپس، در سطوح مختلف هرم ایلی، در میان کلانتران طایفه‌ها و کدخداهای تیره‌ها و ریش سفیدانِ اولاد یا تش‌ها تقسیم می‌شد. این مقامات حافظ نظم و مجری عدالت بودند و میان افراد ایل و خارج از ایل در مقام واسطه عمل می‌کردند؛ ولی از نظر تأثیری که بر زندگی روزمره بختیاری‌ها داشتند، مهم‌ترین وظیفه آن‌ها هماهنگ‌کردن کوچ و حل و فصل دعاوی مربوط به استفاده بیش از حد از چراگاه‌ها و آبشخورها بود. این مسئولیت، که در اصل خدمتی به افراد ایل به‌شمار می‌رفت، به منشأ امتیاز اقتصادی و اجتماعی (مانند دسترسی به بهترین چراگاه‌ها، امکان جذب اتباع و جز آنها) تبدیل شد. در نتیجه طبقه‌ای از خان‌ها ظهور کرد که با صحرانشینان ساده («لرها» که با نام ایل‌های لرستان نباید خلط شود) فرق فاحش داشت. رهبری بالای ایل نیز از وظیفه اصلی خود که ایجاد هماهنگی بود پا فراتر گذاشت و با بستن مالیات و سربازگیری و گردآوری دارودسته سیاسی (بسته) هوادار منافع و مصالح خان‌ها، رفته رفته نقشی خودکامه یافت.
عواملی خارج از ایل نیز به تحول رهبری سیاسی بختیاری‌ها در این جهت کمک کرد. یکی از مهم‌ترین آن عوامل اعطای اراضی خالصه به هر یک از خان‌ها به پاداش خدمات نظامی یا جز آن بود و این رسم از قرن‌ها پیش رواج داشت. این اراضی، برخلاف زمین‌های واقع در محدوده ایلی، ملک شخصی خان بود.
دخالت مستقیم حکومت‌های ایران در عزل و نصب رؤسای ایل، عامل دوم قدرت یافتن بی‌حد و حصر دستگاه خانی بختیاری‌ها بود. این امر در قرن دوازدهم شروع شد و در عصر قاجاریه به صورت شیوه‌ای مرسوم درآمد. شاهان قاجار در پی آن بودند که از طریق نظام حکومت غیرمستقیمِ عمدتاً مبتنی بر قدرت خان‌ها، ایل‌ها و نواحی مجاور آن‌ها را مهار کنند.
وفاداری به شاه، دریافت پاداش‌های فراوان از قبیل القاب و افتخارات گوناگون را در پی داشت، ولی کوچک‌ترین لغزش نیز بیرحمانه مجازات می‌شد. پس از چنین خطایی بود که علی‌مردان‌خان، رئیس ایل چهارلنگ، یاغی خوانده شد و در ۱۲۵۷ به زندان افتاد و راه برای رقبای هفت لنگ او هموار گردید. ناصرالدین شاه، حسینقلی خان را در ۱۲۷۹ به نظامت و در ۱۲۸۶ به ایلخانی بختیاری‌ها منصوب کرد. او نخستین کسی بود که این عنوان را یافت و در ایل به لقب «ایلخانی» معروف شد. در ۱۲۹۹ شاه ترتیب قتل او را داد و برادرش امامقلی خان حاجی ایلخانی، را به جای او منصوب کرد. از آن زمان تا ۱۳۳۵ ش که لقب خان ملغی شد، تقریباً بی‌هیچ وقفه‌ای رؤسای ایل از فرزندان یکی از این دو برادر بودند. در نتیجه این قتل، بختیاری‌ها به بستگان ایلخانی‌ها و حاجی ایلخانی‌ها تقسیم شدند، ولی تعبیر صحیح‌تر آن است که این تقسیم را وسیله‌ای برای حفظ وحدت ایل در برابر توطئه‌های حکومت مرکزی به‌شمار آوریم. این نوع دسته‌بندی بی‌گمان یکی از عجیب‌ترین جنبه‌های سازمان اجتماعی بختیاری‌هاست و نظیر آن در هیچ جامعه دیگری نشده است.
عامل سوم که به تحکیم قدرت خان‌های بختیاری افزود، حضور شرکت‌های انگلیسی در استان خوزستان از اواخر قرن سیزدهم بود. در پی ساختن راه لینچ در ۱۳۱۵، که از طریق ایذه و اردل از جنوب سرزمین بختیاری می‌گذشت، در مسجدسلیمان و بعداً در نواحی دیگر گرمسیر، میدان‌ها نفتی کشف و استخراج شد. در برابر تعهد خان‌ها، مبنی بر حفظ امنیت تأسیسات نفتی، ۵٪ درصد از سهام نخستین کمپانی اکتشافی به آن‌ها داده شد، که از طریق شرکت نفت بختیاری به آن‌ها تعلق می‌گرفت و در نتیجه بخشی از سود شرکت نفت ایران و انگلیس به مدت ۲۵ سال و نیز غرامت هنگفت پس از خلع ید از شرکت، به آن‌ها تعلق گرفت.
خان‌های بختیاری، در سایه این مشروعیت مضاعف از جانب مقامات خارجی و نیز مزایا و دستاوردهای آن، توانستند هم سلطهٔ خود را بر ایل تحکیم بخشند و هم جای پایی در دستگاه حکومت مرکزی پیدا کنند. اینان، در صورت بروز مشکل با شاه، نیروهای سهمگینی در اختیار داشتند که می‌توانستند به میدان روانه کنند، کما اینکه در زمان انقلاب مشروطه چنین کردند، حال آنکه چنین نیرویی به سرمایه هنگفت حاصل از فروش نفت تجهیز شده بود. اقدامات نظامی بر نفوذ و اعتبار خان‌ها در میان افراد ایل افزود. بختیاری‌ها، در نخستین سال‌های قرن چهاردهم، به واقع، دولتی موازی در دولت شمرده می‌شدند.

## فرهنگ

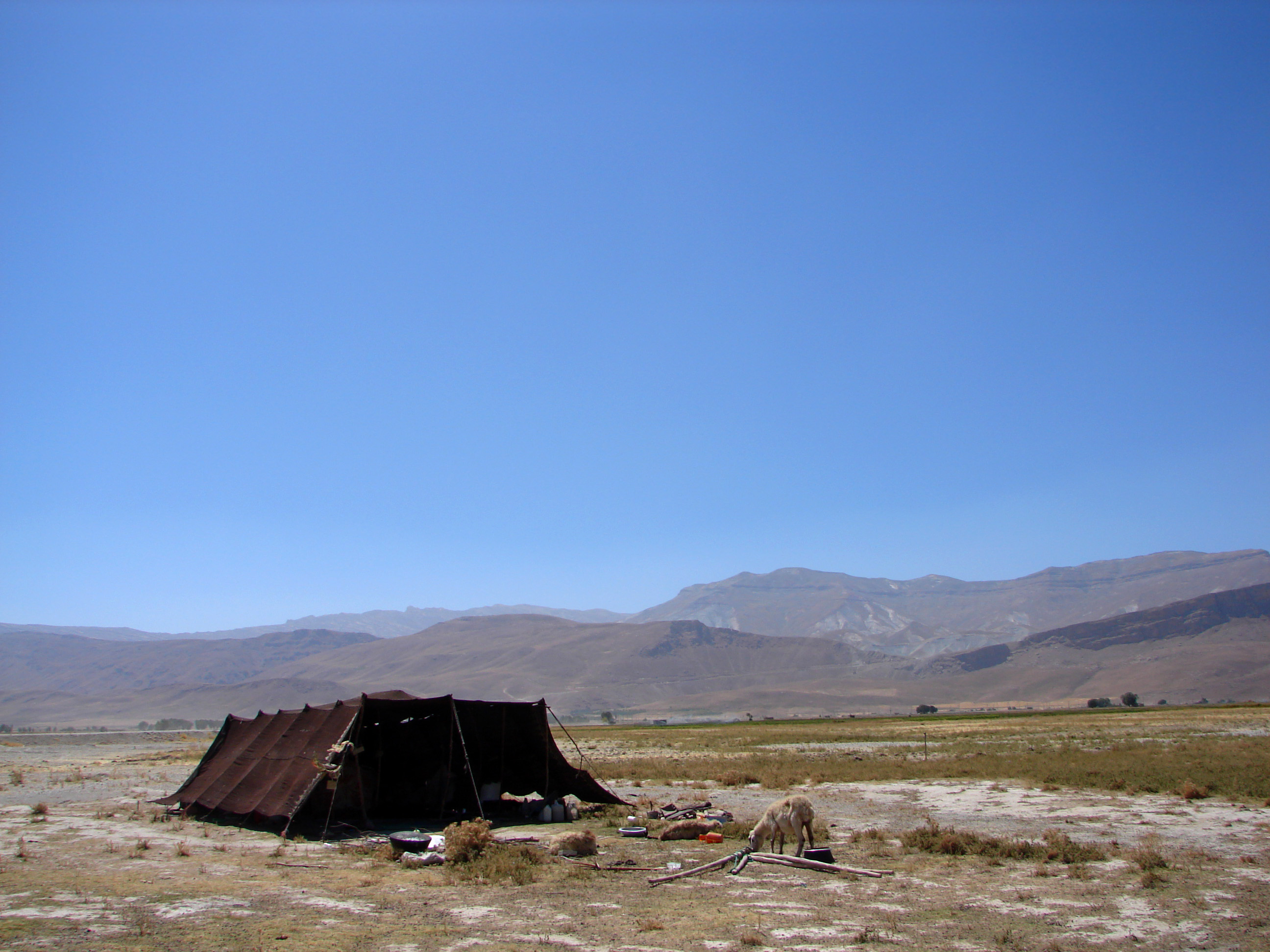
سیاه چادر بختیاری

فرهنگ آن چیزی است که مردم با آن زندگی می‌کنند. ادوارد تیلور فرهنگ را مجموعه پیچیده‌ای از دانش‌ها، باورها، هنرها، قوانین، اخلاقیات، عادات و هرچه که فرد به عنوان عضوی از جامعه از جامعهٔ خویش فرامی‌گیرد تعریف می‌کند.

### کوچ ایل بختیاری
اگر چه در دهه‌های آغازینِ قرن حاضر گروه‌های بسیاری از ایل بختیاری نیز همانند سایر ایل‌ها و عشایر ایران یکجانشین شدند، اما هنوز هم بخشی از ایل‌های بختیاری، کوچ‌رو هستند. کوچ‌روهای بختیاری زمستان را در دشت‌های شرق خوزستان و تابستان را در بخش‌های غربی چهارمحال و بختیاری از جمله لردگان و اردل به سر می‌برند. به مسیرهای کوچ در اصطلاح ایل راه می‌گویند.

### ضرب‌المثل‌ها
ضرب‌المثل‌های اولیه توسط افراد گمنامی به وجود آمده که شناخته شده نیستند. ضرب‌المثل‌ها جملات موزون، پرمعنی و معمولاً منظومی هستند که سینه به سینه و نسل به نسل منتقل شده‌اند. قابلِ درک بودن برای تمام مردم، سادگی، کوتاهی، توانایی رساندنِ مفهوم، کاربردِ عمومی و حالت طنزِ مثل‌ها سبب شده جایگاه ویژه‌ای در بین مردم داشته باشند.

### موسیقی
موسیقی مردم بختیاری را می‌توان شاخه‌ای از موسیقی لری دانست. این موسیقی به وسیله سازهایی مانند سرنا، کُرنا و کوس و سازهای بادی کوچکتر از سرنا و کرنا نواخته می‌شود. تشمالها سرپرستیِ موسیقی در ایل را بر عهده دارند و اکنون نیز در مجالس عروسی و مراسم سوگواری بختیاری‌ها وظیفه اجرای موسیقی‌های محلی مردم بختیاری را بر عهده دارند.

### باورها
در بین بختیاری‌ها مانند دیگر اقوام، باورهای زیادی وجود دارند که با زندگی مردم عجین شده و تمام کارها و برخوردهای روزمره‌شان، بر اساس همین باورها صورت می‌گیرد. باورها (خرافی یا غیر خرافی) جزئی از فرهنگ هر قوم و منشأ حرکت و نشان دهندهٔ نحوهٔ زندگی افراد هستند.

### عزاداری
در بختیاری‌ها هرگاه کسی از دنیا می‌رود مثل اینکه همهٔ طایفه عضوی از خانواده را از دست داده و ماتم زده می‌شوند. مراسم عزاداری در بین بختیاری‌ها به شکل خاصی برگزار می‌شود که نحوهٔ انجام آن در نقاط مختلف تفاوت‌هایی نیز با هم دارند.

### گاگریو
در هنگام عزا، گونه‌ای سرودهٔ عزا به‌وسیلهٔ زنان خوانده می‌شود که به آن گاگریو می‌گویند. در آغازِ خواندنِ گاگریو، رسم بر اینست که یکی از زنانِ سرشناس و بی‌بی‌های ایل شروع به خواندنِ بیتی از گاگریوه می‌کند و همهٔ زنان نیز با وی همنوا می‌شوند و آن بیت به بیتِ ترجیعی تبدیل می‌شود و زنان پس از خواندنِ هر چند بیتی آن بیت را دوباره تکرار می‌کنند. معمولاً پس از خواندنِ چهل بیت یا کمتر، زنِ دیگری خواندنِ اشعار و تکرارِ آن‌ها را بعهده می‌گیرد و زنانِ دیگر نیز با وی همنوا شده و این کار در مجالسِ ترحیم ممکنست ساعت‌ها به درازا بینجامد.

### شیرهای سنگی

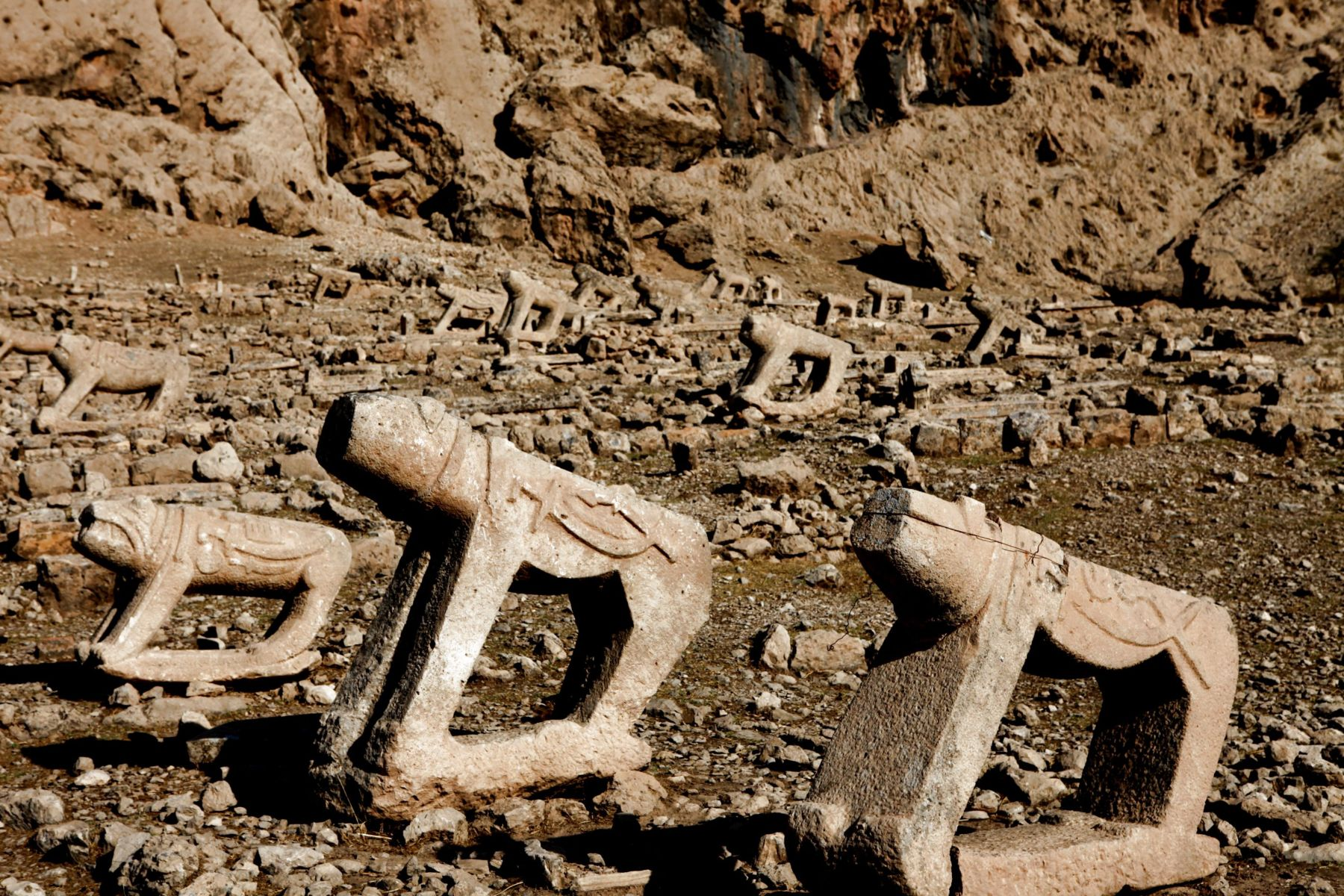
شیر سنگی از نمادهای فرهنگیِ مردم بختیاری.

شیر سنگی از نمادهای فرهنگ مردم بختیاری است که در گویش لری، برد شیر گفته می‌شود. بختیاری‌ها معمولاً بر سر قبر جوانان، پهلوانان و بزرگانِ خود شیر سنگی قرار می‌داده‌اند. شیر سنگی، تندیس‌هایی از جنس سنگ‌اند که در گذشته توسط سنگ‌تراش‌های ایل بختیاری در ایران و در استان چهارمحال و بختیاری و شمال استان خوزستان به شکل شیر تراشیده می‌شدند و به نشانهٔ شجاعت، دلاوری و ویژگی‌هایی چون هنرمندی در شکار و تیراندازی در جنگ و مهارت در سوارکاری بر آرامگاه بزرگان قوم خود قرار می‌دادند.
شهر هفشجان در گذشته یکی از مراکزِ مهمِ شیر تراشی بوده است و اکنون تعدادی از سنگ‌تراش‌های قدیمی در هفشجان در قیدِ حیاتند. شیرهایی که در قبرستان‌های هفشجان باقی‌مانده است از زیباترین و خوش‌نقش‌ترین شیرهای سنگی محسوب می‌شوند. قدیمی‌ترین شیرِ سنگی موجود در استان چهار محال و بختیاری مربوط به دوره صفویه است. بنا به گفته‌ها، شیر سنگی یادگار، دورانِ ماد هاست (اما قدیمی‌ترین شیر سنگی کشف شده مربوط به عیلامی هاست). در ۳ دههٔ گذشته شیرهای سنگیِ بی‌نظیرِ این قبرستان به غارت رفته‌اند. به‌طوری‌که از هزاران شیر سنگی این شهر، تنها تعداد، انگشت شماری باقی‌مانده است. پرویز تناولی از معروف‌ترین مجسمه سازانِ ایران کتابی در خصوصِ شیر سنگی به چاپ رسانده است که شیر سنگیِ هفشجان را از مهم‌ترین نمونه‌های ایران برشمرده است.

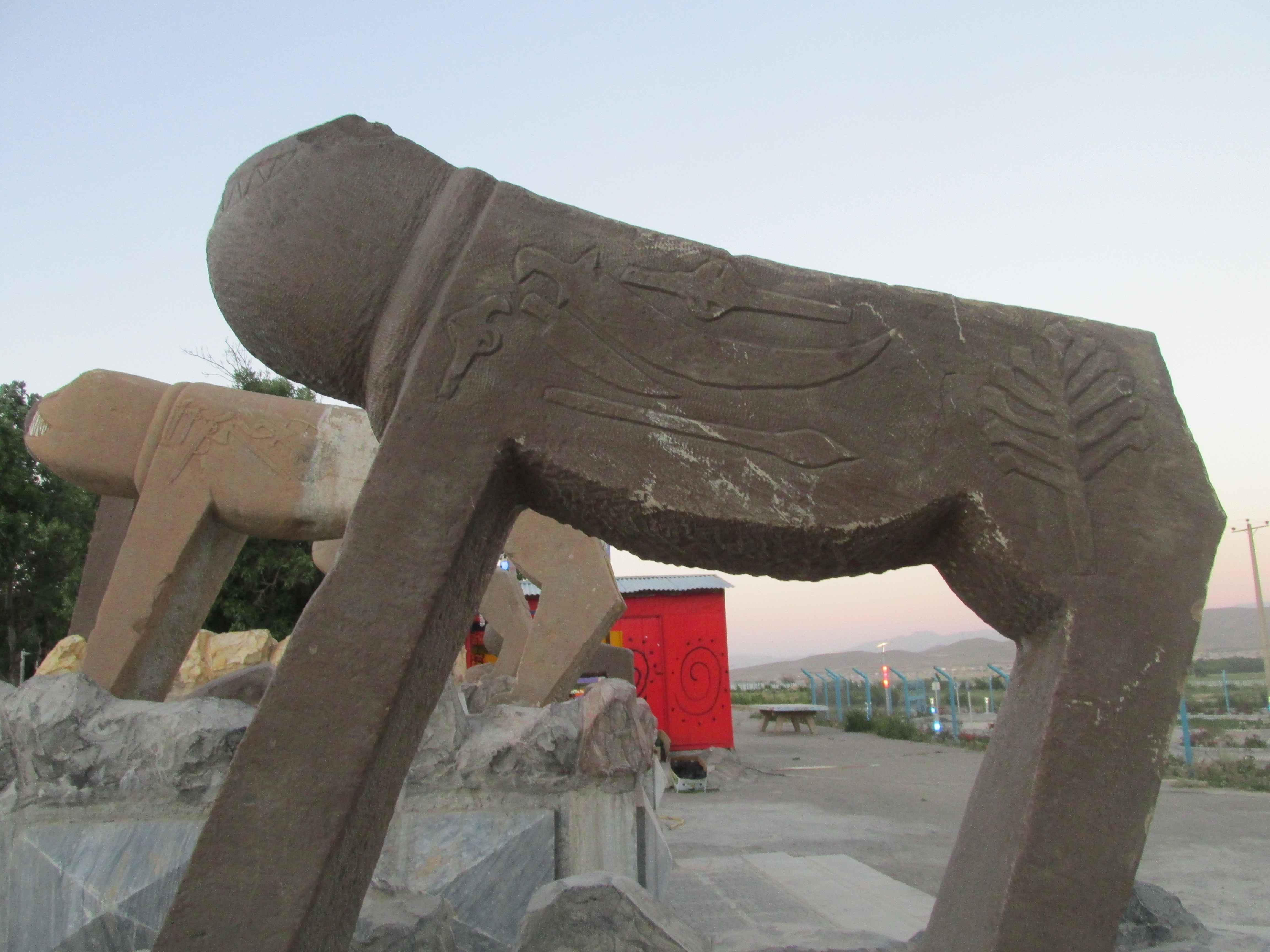
کهن‌ترین شیرهای سنگی در هفشجان

### کوشک

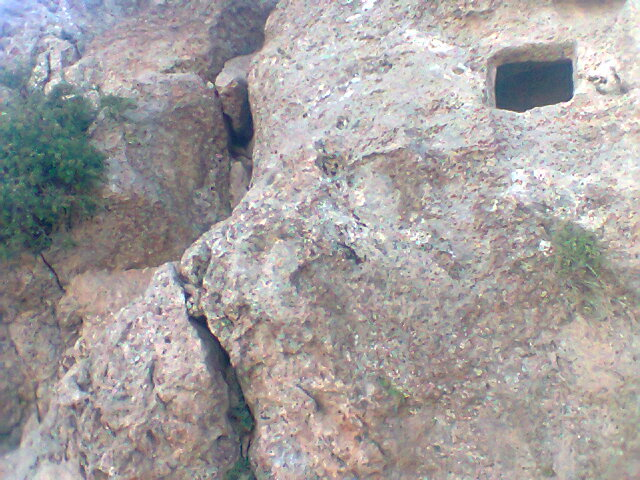
یک کوشک صخره‌ای در درهٔ بیرگان (کوهرنگ)

کوشک‌ها، حفره‌ها یا اتاق‌هایی کنده شده در صخره‌ها یا اتاق‌هایی ساخته شده بر روی سطح زمین هستند، که به‌عنوانِ گونه‌ای مقبرهٔ خانوادگی در ایل بختیاری موردِ استفاده قرار می‌گرفتند. در این روش، وقتی یک نفر از اعضای پر نفوذِ خانواده فوت می‌کرد، درِ کوشک را باز کرده و بقایای فردِ درگذشتهٔ پیشین را با احترام به کناری نهاده و جسد تازه را در آن قرار می‌داده و در آن را دوباره می‌بستند. امروزه این روش منسوخ شده و دیگر از آن برای خاکسپاری درگذشتگان استفاده نمی‌شود. از این نمونه کوشک در دو سوی زردکوه -یعنی بازفت و بیرگان- وجود دارد.

### هنر تیراندازی
مهرزاد قنبری سردار اکبری طی مقاله‌ای در اینباره می‌گوید:
مردان دلاور و سخت کوش ایل بختیاری از دیر باز در نزد ساکنان فلات ایران به سوارکاری و تیراندازی شهره بودند. چنان‌که رسته برجسته تیر اندازان ارتش ایران در دوره‌های صفوی، افشاریه، زندیه و قاجار از نخبگان تیراندازان ایل بختیاری تشکیل می‌شد.
امروزه نیز هر خانوار از عشایر بختیاری حداقل یک قبضه اسلحه (مجاز) در اختیار دارد، تا علاوه بر شکار و حفظ کیان ایل، بتواند در مواقع لزوم به استفاده از مهارت خود به دفاع از مرزهای میهن مبادرت نماید. بزرگان ایل اول فنی را که به فرزندان خود می‌آموزند، تیراندازی و سوارکاری است. تیراندازان بختیاری گاه چنان در این فن مهارت پیدا می‌کنند، که می‌توانند سواره و به تاخت، اشیا متحرک را هدف قرار دهند. از جمله دلاورمردی‌های تیراندازان و سوارکاران بختیاری می‌توان نقش ایشان در فتح هرات (زمان نادرشاه)، جنبش مشروطه ایران، فتح تهران اشاره کرد.

## تن‌پوش

### سرپوش، لچک =
لَچَک، کلاهی است که زیر مینا استفاده و با انواع سکه‌های قدیمی، مروارید، سنگ و پولک تزیین می‌شود و انواع گوناگون دارد. سیخکی، ریالی، صدف، که رایج‌ترین آن ریالی می‌باشد که از سکه‌های قدیمی استفاده می‌شود.

#### مِی‌نا
روسری از جنس حریر و ابعاد بسیار زیاد به شکل مستطیل است که به‌صورت بسیار ویژه‌ای به سر می‌کنند. مِینا را با سنجاق محکم توسط بندی از یک‌سوی لچک به‌سوی دیگر آن از پشت سرشان می‌آویزند که به آن سیزن گفته می‌شود و بعد موهای جلوی سر را تاب می‌دهند و از زیر لچک بیرون می‌آورند و در پشت مینا پنهان می‌کنند و آن موها را ترنه می‌نامند و با مهره‌هایی با رنگ‌های گوناگون آن را تزئین می‌کنند که جلوه‌ای خاص به زیبایی مینا می‌دهد.

#### تن‌پوشِ
پیراهنی به نام جومه یا جوه است. این پیراهن معمولاً دو چاک در اطرافِ کمر دارد و تا پایینِ کمر می‌رسد و زیر آن دامن بسیار پرچینی به نام شولارقری می‌پوشند که برای تهیه آن گاه از ۸ تا ۱۰ متر پارچه استفاده می‌شود.

#### جلیقه
روی پیراهن پوشیده می‌شود که از جنسِ مخمل است. همچنین زنان بازوبندی (بازی‌بند) نیز به‌دست می‌کنند که با مهره‌های رنگی و سنگ تزیین می‌شود. البته استفاده از آن خیلی رایج نیست و بیشتر در مراسم عروسی پوشیده می‌شود.

#### پوشش پایین‌تنه
از شلواری معمولی و گیوه استفاده می‌شود. رنگ لباس زنان بختیاری، الهام گرفته از طبیعت است. زنان و دختران جوان در رخت‌های خود از رنگ‌های روشن استفاده می‌کنند و رنگ لباس خانم‌های مسن به دلیل احترام به سن و سال آن‌ها تیره است.

### پوشش مردان

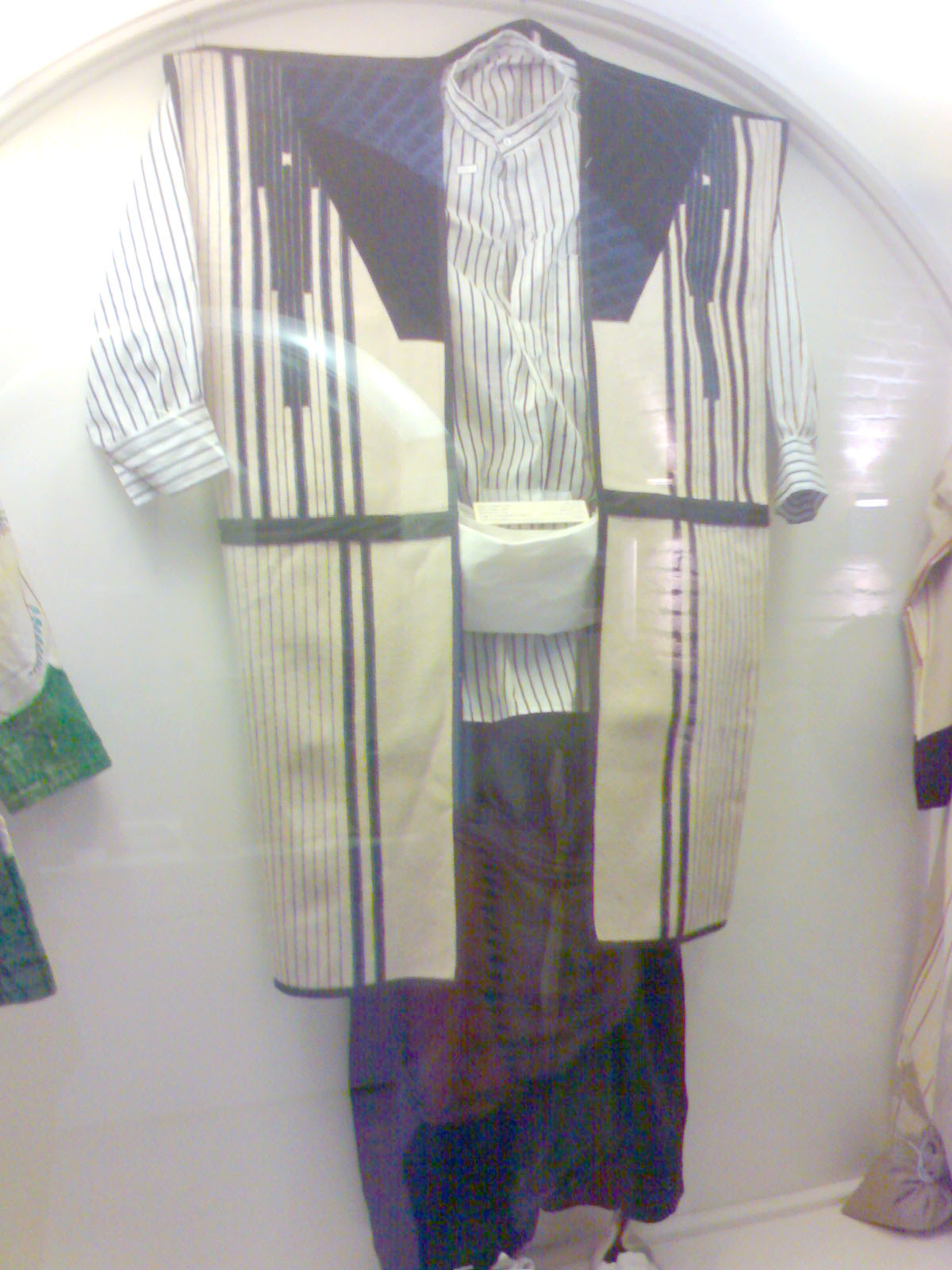
پوشش مردان بختیاری، موزه فلک‌الافلاک، خرم‌آباد

جامهٔ مردان بختیاری از اصیل‌ترین نوع پوشش‌هایی است، که پیشینه آن به دورانِ ایران باستان بازمی‌گردد. این جامهٔ دیرینه، از چهار بخش تشکیل شده است.

#### سرپوش
کلاهی نمدی است به رنگ‌های مشکی، قهوه‌ای روشن و تیره و سفید که به آن کلاه خسروی هم گفته می‌شود. در ابتدا خان‌ها کلاه سفید رنگ خسروی به‌سر می‌گذاشتند اما بعد از اینکه رضا شاه آنان را تخت قاپو (یکجانشین) کرد، آنان را از پوشیدنِ لباس بختیاری نیز منع کرد، به همین دلیل به مرور زمان کلاه سفید جای خود را به کلاه سیاهِ مردم عادی داد. امروزه دیگر کودکان کلاه سفید خسروی به‌سر می‌گذارند. کلاه خسروی همان‌طور که از نامش پیداست، طرحش از کلاه خسروان، پادشاهان ساسانی است، که این خود نشان دهندهٔ قدمت تاریخی فرهنگ منطقه می‌باشد.

#### چوقا

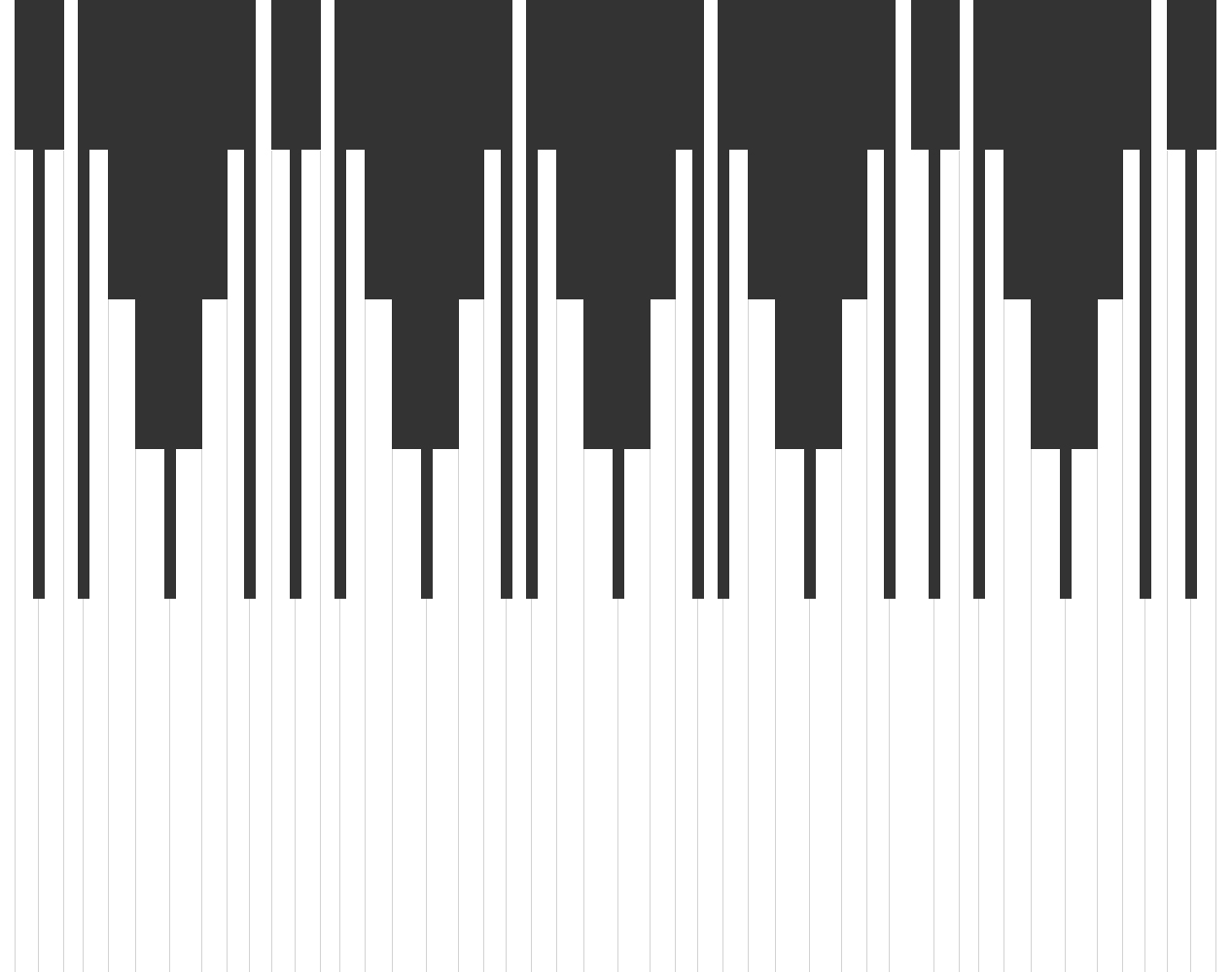
بافت اصلی چوقا

در ابتدا مردان بختیاری بالاپوشی به نام قبا داشتند، که از کنار چاک داشت و همین‌طور از آستین‌های فراخی برخوردار بود اما بعد منع لباس توسط رضاشاه، بالا پوشی به نام چوقا که رعایا آن را می‌پوشیدند متداول شد که دستباف زنان عشایر بود. چوقا از پشم بز به دو رنگ سیاه و سفید تهیه می‌شود و خاصیت ضدباران دارد. گرما را در زمستان نگه می‌دارد و در تابستان رطوبت و خنکی را حفظ می‌کند. نقش‌های چوقا، ستون‌هایی کوتاه و بلند هستند و نقوشی که در پس و پیش آن ترسیم شده، الهام گرفته شده از زیگورات چغازنبیل است که در واقع نام چوقا از واژه چغازنبیل گرفته شده است. این ردای بلند، نخستین بار مورد استفاده مادها قرار گرفت (که تصاویر آن بر گور دخمه‌های مادی موجود است) همچنین در بعضی از حجاری‌های عهد ساسانی، بر تن بزرگان دیده می‌شود.

#### شلوار دبیت
برای پوششِ پایین‌تنه از شلواری به رنگ مشکی استفاده می‌گردد که شلواری گشاد است و از پارچه‌ای موسوم به دبیت سیاه رنگ دوخته می‌شود و از یکصد سال گذشته به این سوی، به دلیل استفاده از محصولات پارچه‌ای کارخانه دبیت منچستر انگلستان به آن شلوار دبیت نیز گفته می‌شود. از مجسمه برنزی که در ایذه کشف گردیده و مجسمه مرد شمی نام دارد و در موزه ایران باستان نگهداری می‌شود، چنین به‌نظر می‌رسد، که این شلوار از البسهٔ دوران اشکانی می‌باشد.

#### پاافزار
بر نقوش بازمانده از پادشاهان هخامنشی گونه‌ای پا افزار (کفش) بر پای پادشاهان پارسی نمایان است، که شباهت زیادی با آنچه بختیاری‌ها گیوه می‌نامند، دارد. به‌طور کلی پوشش مردان بختیاری بیش از دو هزار و هفتصد سال قدمت دارد، که این بیان‌گر آنست که بختیاریان همان‌طور که زبان، نژاد و فرهنگ خود را از اختلاط و دست اندازی مصون داشته، پوشش و لباس خود را نیز محفوظ و اصیل نگاه داشته‌اند.